# المنتصر بن سعود بن عبد العزيز آل سعود
الأمير المنتصر بن سعود بن عبد العزيز آل سعود هو الابن الخمسون من أبناء الملك سعود من مواليد 17 نوفمبر 1963 في مدينة الرياض. ووالدته هي الأميرة بدرة بنت صالح بن إسماعيل عليان.

## الأسرة

### زوجاته
سلوى بنت زيد بن إبراهيم آل خيال (متوفاة)، ولها من الأبناء:
- الأمير سعود بن المنتصر بن سعود.
- الأميرة مضاوي بنت المنتصر بن سعود.
- الأميرة دانا بنت المنتصر بن سعود.
- الأميرة سارة بنت المنتصر بن سعود.

الأميرة سارة بنت حجاب بن علوش آل جويعد العامري السبيعي، ولها من الأبناء:
- الأميرة مها بنت المنتصر بن سعود.
- الأمير نواف بن المنتصر بن سعود.
- الأمير أحمد بن المنتصر بن سعود.
- الأميرة بدرة بنت المنتصر بن سعود.
- الأمير عبد العزيز بن المنتصر بن سعود.